# Resurrezione (Chagall)
La Resurrezione è un dipinto a olio su tela (168,3x107,7 cm) realizzato tra il 1937 ed il 1948  dal pittore Marc Chagall.
È conservato nel Centre Pompidou di Parigi.